# Perriers-sur-Andelle
Perriers-sur-Andelle is een gemeente in het Franse departement Eure (regio Normandië). De plaats maakt deel uit van het arrondissement Les Andelys. Perriers-sur-Andelle telde op 1 januari 2022 1.791 inwoners.

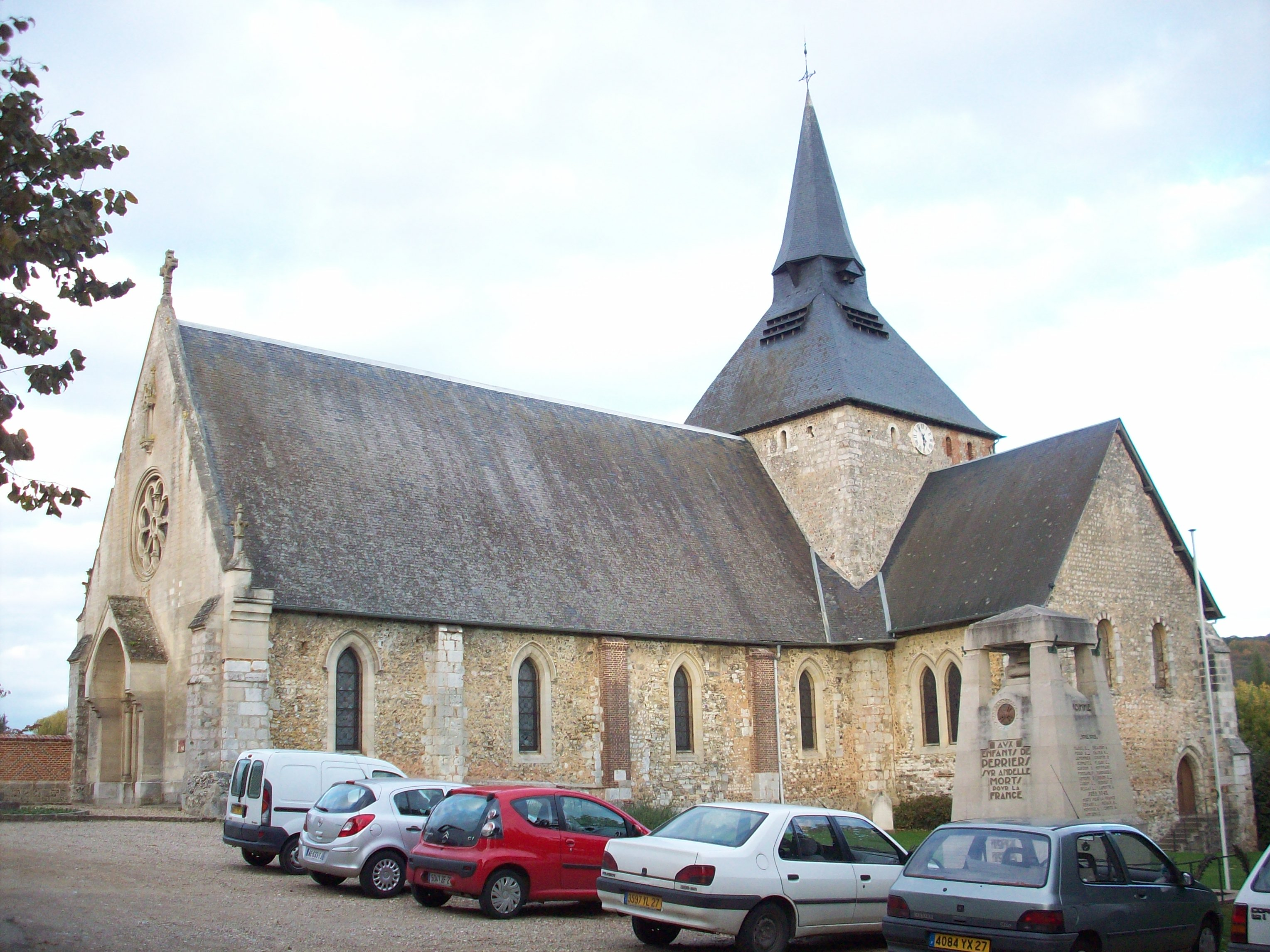
Kerk Saint-Étienne in Perriers-sur-Andelle
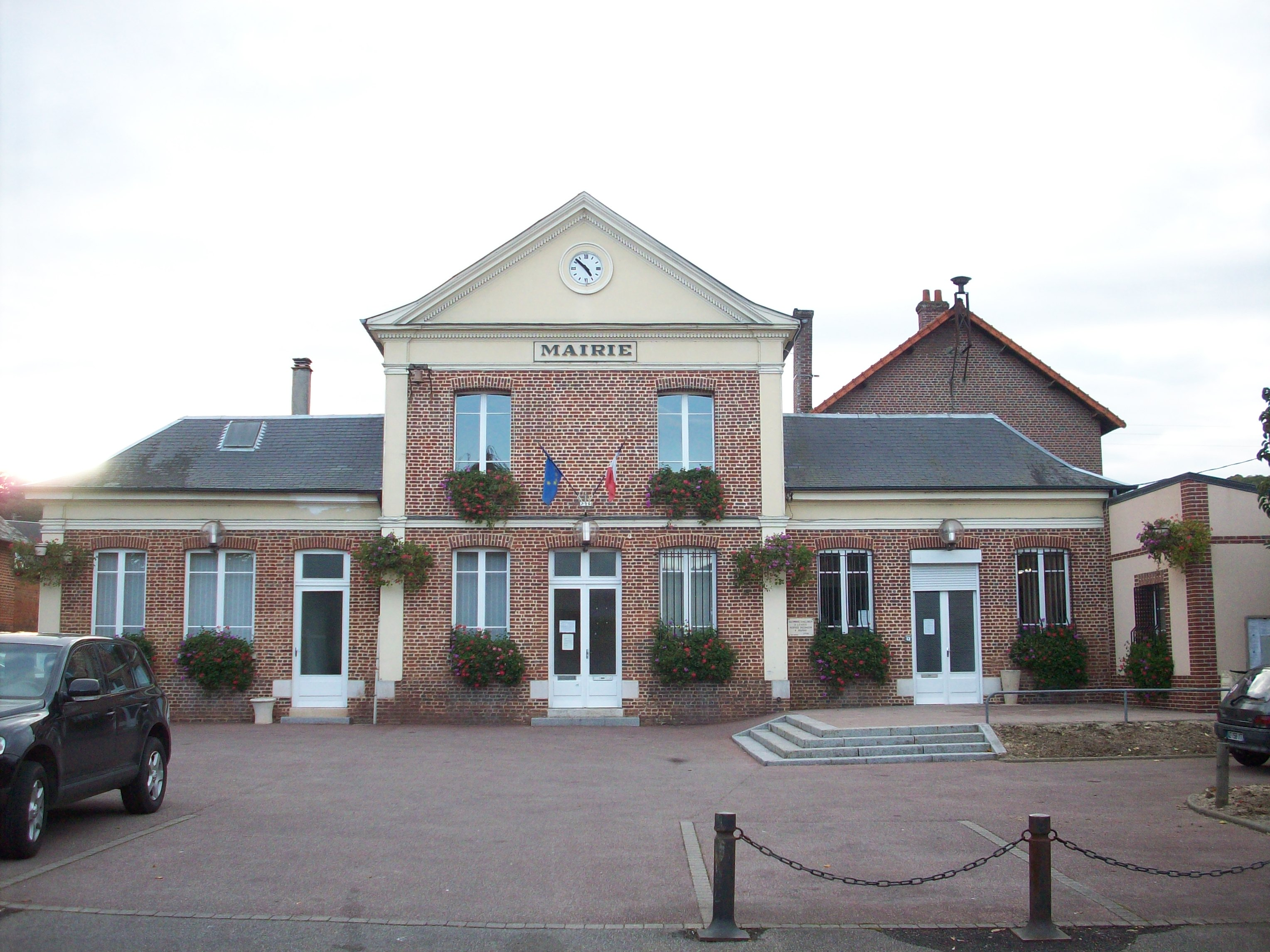
Gemeentehuis

## Geografie
De oppervlakte van Perriers-sur-Andelle bedroeg op 1 januari 2022 11,21 vierkante kilometer; de bevolkingsdichtheid was toen 159,8 inwoners per km².

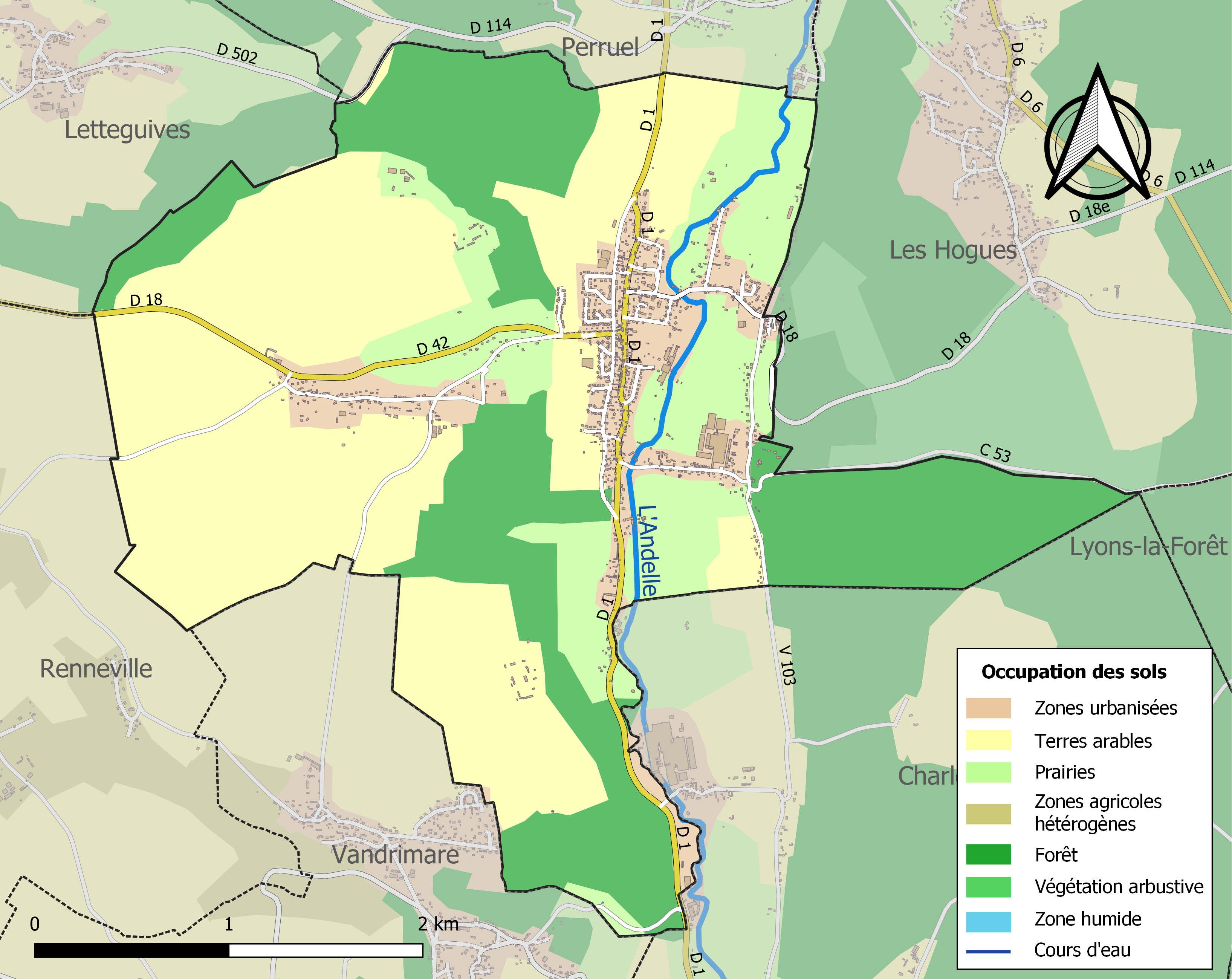
Kaart van de gemeente met belangrijkste infrastructuur, bodemgebruik en omliggende gemeenten

## Demografie
Onderstaande figuur toont het verloop van het inwonertal (bron: INSEE-tellingen).